# Zelkova
Slægten Zelkova (Zelkova) er udbredt i Mellemøsten og Østasien. De få arter er løvfældende træer eller buske med spredte, savtakkede blade. Blomsterne sidder i små knipper. Som andre arter i familien kan denne også disse angribes af elmesyge.
| Beskrevne arter |

- Kaukasisk zelkova (Zelkova carpinifolia)
- Japansk zelkova (Zelkova serrata)

| Andre arter |

- Zelkova abelicea (endemisk på Kreta)
- Zelkova schneideriana (flere provinser i Kina)
- Zelkova sicula (endemisk på Sicilien)
- Zelkova sinica (provinser i det vestlige Kina)
- Zelkova ×verschaffeltii (krydsning mellem Z. carpinifolia og Z. serrata)[1]

## Note
1. ↑  GRIN: Species of Zelkova (engelsk)